# Music for People, Birds, Butterflies and Mosquitos
Music for People, Birds, Butterflies and Mosquitoes ist ein Jazzalbum des Trios Jimmy Giuffre 3. Die 1972 im Macdonald Studio, Sea Cliff (New York) entstandenen Aufnahmen erschienen erstmals 1973 als Langspielplatte auf dem Label Choice. 2023 wurde das Album bei Candid Records in einer Neuauflage in remasterter Form auf CD, LP und als digitaler Download wiederveröffentlicht.

## Hintergrund
Es gab viele Besetzungen von The Jimmy Giuffre 3, von dem ersten Trio aus den 1950er-Jahren mit Jim Hall an der Gitarre und entweder Ralph Peña am Bass oder Bob Brookmeyer an der Ventilposaune über die klar bemerkenswerte Formation mit Steve Swallow am Bass und Paul Bley am Klavier (von dem zwei Verve-LPs von 1961 vorliegen) bis hin zu dieser etwas anderen Band mit Kiyoshi Tokunaga am Bass und Randy Kaye am Schlagzeug, notierte Joshua Weiner. Das Album Music for People, Birds, Butterflies & Mosquitoes, das 1973 veröffentlicht wurde, beendete eine zehnjährige Aufnahmepause für Giuffre. In seiner Besetzung entstand ein weiteres Studioalbum, River Chant (Choice) aus dem Jahr 1975, das 1997 auf Candid unter dem Titel The Train and the River wiederveröffentlicht wurde.

## Titelliste
- The Jimmy Giuffre 3: Music for People, Birds, Butterflies & Mosquitoes (Choice S1001; Candid CAN 33202)[2]

1. Mosquito Dance	5:37
2. Night Dance	4:11
3. Flute Song	2:37
4. Eternal Chant	2:58
5. The Bird	2:44
6. The Waiting	3:25
7. The Butterfly	2:26
8. The Chanting	4:42
9. Moonlight	3:39
10. Dervish	3:31
11. Phoenix	5:04
12. Feast Dance	3:23

Die Kompositionen stammen von Jimmy Giuffre.

## Rezeption
Scott Yanow verlieh dem Album in Allmusic lediglich zwei Sterne und schrieb, die Musik sei stimmungsvoll, ziemlich spontan und melodisch, aber oft abschweifend und eher substanzlos. Keiner der Stücke dauere länger als 5:37, und obwohl sie eine Art Suite bildeten, sei das Gesamtergebnis nicht allzu einprägsam.
Nach Ansicht von Joshua Weiner, der das Album in All About Jazz rezensierte, sei Giuffres Werk selten geradliniger Mainstream-Jazz gewesen, und dieses Album auch nicht. Aber wo frühe Klassiker Giuffres entweder amerikanische Folk-Idiome enthielten oder, wie Free Fall (Columbia, 1961), ein dorniges Dickicht der Free-Jazz-Erkundung wären, erinnere Music for People, Birds, Butterflies & Mosquitoes an fernöstliche Musik und könnte ein passender, wenn auch experimentierfreudiger Soundtrack für Yoga oder eine Meditation sein. Obwohl diese Stücke kurz sind – sie liegen zwischen 2:26 und 5:37 –, seien sie thematisch so deckungsgleich und stilistisch so miteinander verbunden, dass sich jede Seite der Platte wie eine Suite anfühlt. Letztendlich liege der Charme dieser Platte nicht in einer bestimmten Melodie oder einem bestimmten Thema, sondern in dem einheitlichen Gefühl, das diese besondere Ausgabe der Jimmy Giuffre 3 hervorrufe: ein Gefühl des Suchens und Hinterfragens, als würde man nach einer höheren Macht suchen oder den Frieden beschreiben, den man empfinde, wenn man sie findet.
Der stets melodisch agierende Giuffre würde in diesen Aufnahmen von 1972 mit Kiyoshi Tokunaga und Randy Kaye eine charakteristische Mischung aus Form und Experiment präsentieren, urteilte Matthew Wright im Jazz Journal. Obwohl sich Jimmy Giuffre als Mitglied der Westküstenschule, der Woody-Herman-Band und mit seinem Titel Four Brothers einen Namen gemacht habe, sei er vor allem für „The Train and the River“ bekannt gewesen, einen Hit aus dem Film Jazz on a Summer’s Day von 1959. Bereits 1954 begann er mit Shelly Manne in einem reduzierten Trioformat zu arbeiten und erkundete anschließend Bereiche der freien Improvisation mit verschiedenen Besetzungen seines eigenen Trios.